# Рамірес Сантуш ду Насіменту
Рамі́рес Са́нтуш ду Насіме́нту (порт. Ramires Santos do Nascimento), більш відомий як Рамірес; нар. 24 березня 1987 року, Барра-ду-Піраї, Бразилія) — колишній бразильський футболіст, півзахисник збірної Бразилії. За його атакуючий та захисний менталітет порівнюють з колишнім товаришем по «Челсі» Майклом Есьєном.
Вихованець команди «Жоїнвіль», дебютував у великому футболі в 2004 році. Через три роки він перебрався в «Крузейру».
У 2009 році Рамірес перейшов в «Бенфіку», де в першому ж сезоні став чемпіоном Португалії. Протягом 2010—2016 років виступав за англійський «Челсі», з яким став переможцем Ліги чемпіонів та Ліги Європи, а також вигравав чемпіонат Англії та національний кубок та кубок ліги.
З 2016 по 2019 рік грав за китайський «Цзянсу Сунін».

## Клубна кар'єра

### «Жоїнвиль» та «Крузейру»
Рамірес вихованець клубу «Жоїнвіль», в якому він дебютував у 2004 році. У червні 2007 року Рамірес перейшов до клубу «Крузейру», який заплатив за трансфер гравця 350 тис. доларів. Уже в першому ж сезоні Дорівал Жуніор, головний тренер Крузейру, довірив місце диспетчера Раміресу, який виправдав надії, покладені на нього, ставши лідером команди. Частіше асистуючи партнерам, проте Рамірес і забивав, зокрема, він приніс перемогу своєї команди в дербі з «Атлетіко Мінейро».
Найкращим сезоном Раміреса в Крузейру став 2008 рік, коли гравець став найкращим бомбардиром своєї команди в Кубку Лібертадорес, а на внутрішній грав не менш яскраво, отримавши срібний м'яч найкращого гравця, що виступає на місці атакуючого півзахисника, в чемпіонаті Бразилії, випередивши в опитуванні Алекса.

### «Бенфіка»

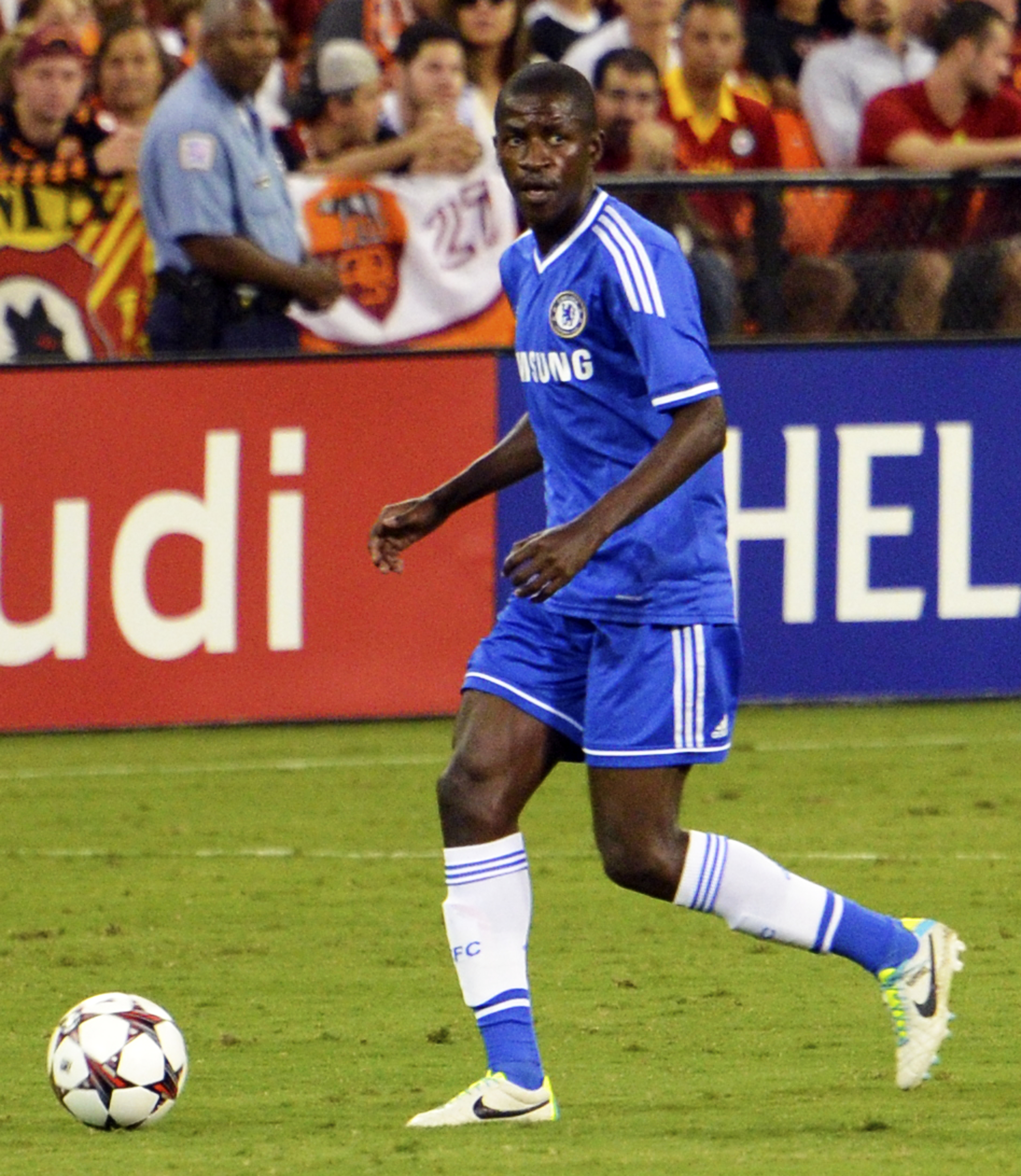
Рамірес під час виступів за «Челсі». 10 серпня 2013 року.

20 березня 2009 року Рамірес підписав контракт з португальською «Бенфікою», що заплатила за трансфер футболіста 7,5 млн євро. Рамірес дебютував у складі «Бенфіки» у матчі з клубом «Віторія Гімарайнш» і відразу ж забив гол. Всього він провів за клуб 26 матчів і забив 4 м'ячі.

### «Челсі»
5 серпня 2010 Рамірес досяг домовленості про перехід в англійський клуб «Челсі», який заплатив за трансфер півзахисника 22 млн євро. 13 серпня Рамірес підписав контракт з «пенсіонерами» на 4 роки.
У складі Челсі Рамірес дебютував 28 серпня 2010 року в домашньому матчі на стадіоні «Стемфорд Брідж» проти клубу «Сток Сіті», вийшовши на заміну у другому таймі.
В травні 2012 року Рамірес забив голу фіналі кубка Англії проти «Ліверпуля» (2:1) і допоміг своїй команді виграти трофей. Через два тижні, 19 травня, «Челсі» грало у фіналі Ліги чемпіонів, проте Рамірес не зміг допомогти партнерам через перебір жовтих карток. Тим не менш, «Челсі» перемогли німецьку «Баварію», вигравши 4:3 по пенальті після нічиї в додатковий час 1:1.
Наступного року «Челсі» знову дійшли до фіналу європейського турніру — цього разу Ліги Європи. В цій грі Рамірес провів на полі увесь матч і допоміг своїй команді здолати «Бенфіку» (2:1) та виграти ще один трофей.
За підсумками сезону 2014/15 Рамірез з клубом виграв чемпіонат Англії та кубок англійської ліги. У загальній складності, Рамірес зіграв за «Челсі» в 251 матчі (34 голи, 25 ассистів). У останньому для себе сезоні за «пенсіонерів» він зіграв 21 гру (15 матчів у старті), забивши три голи і віддавши одну асист.

### «Цзянсу Сунін»
27 січня 2016 Рамірес перейшов в китайський клуб «Цзянсу Сунін», підписавши чотирирічний контракт. За неофіційною інформацією Сині отримають за трансфер бразильця близько 25 мільйонів фунтів, що робило Раміреса найдорожчим трансфером в історії «Цзянсу Сунін».

## Міжнародна кар'єра

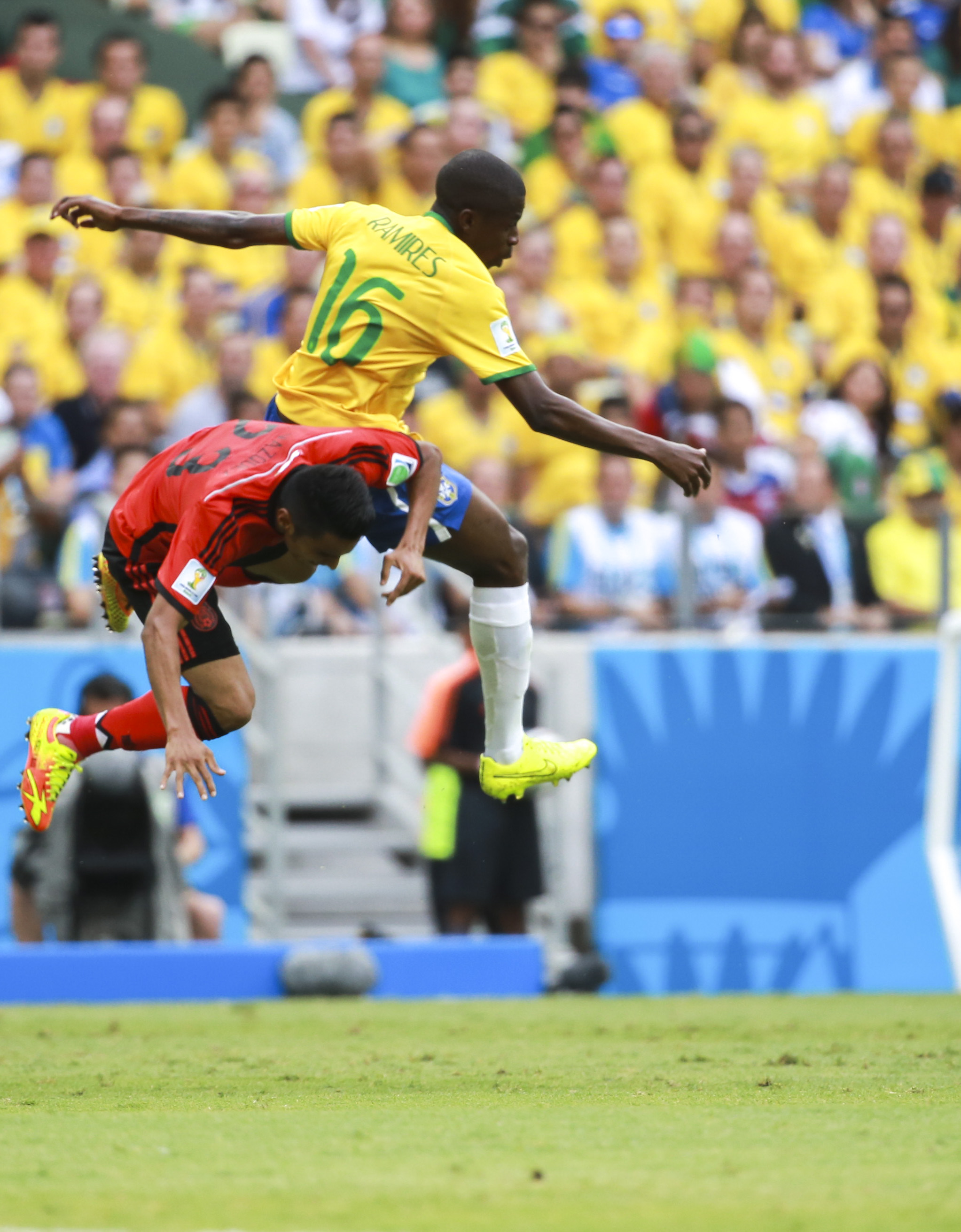
Рамірес у складі збірної Бразилії на чемпіонаті світу 2014 року в матчі проти збірної Мексики. 17 червня 2014 року.

У 2008 році Рамірес, у складі збірної Бразилії поїхав на Олімпіаду, замінивши травмованого Робінью, але там він грав, в основному, виходячи на заміну.
У 2010 році Рамірес у складі збірної грав на чемпіонаті світу. Там він провів 4 перші ігри своєї команди, але тільки в матчі з Чилі вийшов на поле в стартовому складі. У п'ятій грі, з Голландією, півзахисник не виступав через дискваліфікацію; в цьому матчі бразильці програли і вибули з турніру. Граючи за збірну Бразилії, Рамірес зміг стати володарем Кубка конфедерацій в 2009 році.
2 червня 2014 року, Рамірес був названий у складі гравців збірної Бразилії, що зіграють на домашньому чемпіонаті світу. На турнірі нападник зіграв у всіх 7 матчах, а команда зайняла 4 місце на турнірі.

## Досягнення
«Жоїнвіль»
- Чемпіон штату Санта-Катаріна: 2005, 2006

 «Крузейру»
- Чемпіон штату Мінас-Жерайс: 2008, 2009

 «Бенфіка»
- Чемпіон Португалії: 2009-10
- Володар кубка португальської Ліги: 2009-10

 «Челсі»
- Чемпіон Англії: 2014-15
- Володар кубка Футбольної ліги: 2014-15
- Володар кубка Англії: 2011-12
- Переможець Ліги чемпіонів: 2011-12
- Переможець Ліги Європи: 2012-13

 Збірна Бразилії
- Бронзовий олімпійський призер: 2008
- Володар Кубка конфедерацій: 2009

Особисті
- Володар «Срібного м'яча» Бразилії: 2008
- Гравець року за версією футболістів «Челсі»: 2012
- Найкращий гол сезону «Челсі»: 2011 (проти «Манчестер Сіті»), 2012 (проти «Барселони»)